# Robert Lockwood jr.
Robert Lockwood jr. (Helena, 27 maart 1915 - Cleveland, 21 november 2006) was een Amerikaanse bluesmuzikant (zang, gitaar).

## Biografie
Robert Lockwood jr. begon op 8-jarige leeftijd orgel te spelen in de kerk van zijn vader. Na de scheiding van zijn ouders woonde zijn moeder tien jaar samen met de blueslegende Robert Johnson. Van hem leerde Lockwood het gitaarspel. Vanaf 15-jarig leeftijd trad Lockwood enkele jaren op met Sonny Boy Williamson II. Ook later werkten beiden steeds weer samen. Lockwood gebruikte volledig de stijl van Johnson, waarmee hij in 1941 zijn eerste opnamen maakte. Enkele daarvan zijn te horen op de anthologieën Lonesome road blues en Windy city blues. Nadat Lockwood voor een langere periode had gewoond in Memphis en Arkansas en met Williamson had gewerkt voor het radioprogramma King Biscuit Time, ging hij naar Chicago, waar hij als gitarist deelnam aan veel opnamen bij J.O.B. Records, Mercury Records en vooral bij Chess Records. Daarbij bevrijdde Lockwood zich van de stijl van Johnson en ontwikkelde hij een eigen, complex en zeer aan de jazz georiënteerd gitaarspel. Als gitarist begeleidde hij muzikanten als Sonny Boy Williamson, Otis Spann en Little Walter, met wie Lockwood lang had samengewerkt.
Tot 1971 produceerde Lockwood weinig eigen opnamen. Noemenswaardig is het zeer mooie album Otis Spann is the blues (CrossCut Records) met Otis Spann aan de piano. In 1961 verhuisde Lockwood naar Cleveland, waar hij woonde tot aan zijn dood. Daar had hij vanaf 1970 een eigen band, waarmee hij deelnam aan vele concerten en festivals en enkele albums opnam, waaronder Steady rolling man en Blues live in Japan, waar hij werd begeleid door de Aces en hij zich presenteerde als muzikant van de delta blues.
Zijn hele talent ontwikkelde hij op de beide albums Contrasts en Does Twelve. Later ging hij samen met Johnny Shines, een andere leerling van Johnson, met wie hij in 1980 het album Hangin'  on opnam. In 1989 werd hij opgenomen in de Blues Hall of Fame. Tijdens de jaren 1990 werd het rustiger rondom hem.

## Onderscheidingen
Lockwood kreeg in 1998 een Grammy Award-nominatie voor I Got To Find Me A Woman en in 2000 voor Delta Crossroads. In 2005 werd hij onderscheiden met de Living Blues Award als beste mannelijke bluesartiest.

## Overlijden
Robert Lockwood overleed in november 2006 op 91-jarige leeftijd in het University Hospitals Case Medical Center in Cleveland aan ademnood.

## Discografie
- 1941: Opname van vier singles onder zijn eigen naam voor Bluebird Records
- 1970: Steady Rollin' Man
- 1974: Contrasts
- 1975: Blues Live in Japan
- 1977: Does 12
- 1979: Hangin' On
- 1980: Mr. Blues Is Back to Stay
- 1982: Plays Robert and Robert
- 1991: What's the Score?
- 1998: I Got to Find Me a Woman
- 1999: Blues Live, Vol. 2
- 2000: Delta Crossroads
- 2002: Ramblin' On My Mind
- 2003: Swings in Tokyo: Live at the Park Tower Blues Festival
- 2003: Complete Trix Records Recordings
- 2004: The Legend Live
- 2009: Steady Rollin' Man